# مزرعة جودمونت
مزرعة جودمونت (بالإنجليزية: Juddmonte Farms)‏ هي مزرعة لتربية الخيول فائزة بعدة جوائز مملوكة لرجل الأعمال السعودي خالد بن عبدالله بن عبد الرحمن آل سعود رئيس شركة موارد القابضة. تأسست في 1977. يقع مقرها الرئيسي في كنتاكي، الولايات المتحدة.

## وصلات خارجية
- الموقع الإلكتروني